# 洪保墓
洪保墓位于中国江苏省南京市江宁区祖堂山，是明代都知监太监洪保的墓葬。洪保曾作为副使随郑和多次出使西洋，该墓出土的洪保《寿藏铭》是研究郑和下西洋的重要史料。《寿藏铭》刻于洪保生前，共741字，由周凤撰写、殷冔书丹，明确提到“乘大福等号五千料巨舶”，被认为可以结束“大号宝船到底有没有”这一学术争论。

## 寿藏铭
|  | 大明都知监太监洪公寿藏铭 赐同进士出身、修职郎、行人司行人、广右周凤撰 征仕郎、中书舍人、姑苏姜孟圭篆额 赐进士出身、前翰林院庶吉士、吴门殷冔书丹 寿藏铭者，太监洪公存日而作也。公名保，字志道，乃自叹曰：“人生在世，如驹过隙，与其身后之有为，孰若生前之早计也?”于是，置地一所于京南建业乡牛首山之原、祖堂禅寺之左，鸠工砌圹，上下周完，命前进士殷君冔述状请铭于余。余固辞弗获。 按状，公世居云南大理之太和。祖讳长莲，娶杨氏。考讳赐，妣何氏。公生俊伟，以龆年来京师。洪武己卯，从侍飞龙于潜邸。爱其聪敏慎密，俾常随左右。永乐纪元，授内承运库副使，蒙赐前名。充副使，统领军士，乘大福等号五千料巨舶，赍捧诏敕使西洋各番国，抚谕远人。永乐丙戌，复统领官军铁骑，陆行使西域临藏、管觉、必力工瓦、拉撒、乌斯藏等国。至宣德庚戊，升本监太监，充正使使海外。航海七度西洋，由占城至爪哇，过满剌加、苏门答剌、锡兰山及柯枝、古里，直抵西域之忽鲁谟斯、阿丹等国。及闻海外有国曰天方，在数万余里，中国之人古未尝到，公返旆中途，乃遣军校谕之。至则远人骇其猝至，以亲属随公奉□□效贡。公所至诸国，莫不鼓舞感动。公为人外柔内刚，恬静寡欲，尤能宣布恩命，以德威肃清海道，镇伏诸番。虽国王酋长、雕题枿服之人，闻公之来，莫不归拜麾下，以麒麟、狮、象，与夫藏山隐海之灵物、沉沙栖陆之奇宝同贡天朝，稽颡称臣焉。 公生于庚戌十月二十五日戌时。弟一人，曰接。侄二人，长曰子荣，次曰子诚。从孙二人，金刚、福安。吁!公春秋六十有五，康强无恙，尚能乘槎泛海，竭忠报效。所得恩赐内帑财物，不专己用，捐舍宝钞五百千贯，修造祖堂寺轮藏一座，又建东峰庵一所，度剃十二僧。好善不倦，奉使公勤，知其有国，而不知其有身。预为此圹者，使住世弟、男知所奉祀焉，遂铭曰： 猗欤皇明，统御万国。服之以威，怀之以德。极地穷天，罔不臣妾。寔维奉宣，殚厥心力。我公桓桓，合为首功。风颿海舶，远迩必通。所至披靡，孰有不从。群星共北，众流趋东。维公之力，博望寔同。牛首之下，祖堂其友。水秀山明，鬼神呵守。万古千秋，藏斯不朽! 宣德九年岁次甲寅孟冬六日立，四明胡彦訚镌。 |